# Saturn Award du meilleur film international
Le Saturn Award du meilleur film international (Saturn Award for Best International Film) est une récompense cinématographique décernée chaque année de 1981 à 1983 et depuis 2007 par l'Académie des films de science-fiction, fantastique et horreur (Academy of Science Fiction Fantasy & Horror Films).
Avant la création de cette catégorie, un Saturn Award du meilleur film étranger (Best Foreign Film) avait été exceptionnellement remis en 1980.

## Palmarès
Note : L'année indiquée est celle de la cérémonie, récompensant les films sortis au cours de l'année précédente. Les lauréats sont indiqués en tête de chaque catégorie et en caractères gras. Les titres originaux sont précisés entre parenthèses, sauf s'ils correspondent au titre en français.

### Années 1980
- 1980 : Adèle n'a pas encore dîné (Adéla ještě nevečeřela, Tchécoslovaquie)
  - Le Cercle infernal (Circle of Iron, États-Unis)
  - Nosferatu, fantôme de la nuit (Nosferatu, Phantom der Nacht, RFA)
  - Patrick (Australie)
  - Starcrash : Le Choc des étoiles (Scontri stellari oltre la terza dimensione, Italie)
  - Les Évadés de l'espace (宇宙からのメッセージ, Uchū kara no Messēji, Japon)
- 1981 : Scanners (Canada)
  - Le Monstre du train (Terror Train, Canada/États-Unis)
  - Harlequin (Australie)
  - Le Château de Cagliostro (ルパン三世 カリオストロの城, Rupan sansei: Kariosutoro no Shiro, Japon)
  - L'Enfant du diable (The Changeling, Canada)
- 1982 : La Guerre du feu (France/Canada)
  - Le Cercle infernal (Full Circle, Royaume-Uni/Canada)
  - Déviation mortelle (Roadgames, Australie)
  - Bandits, bandits (Time Bandits, Royaume-Uni)
  - Les Yeux de la forêt (The Watcher in the Woods, Royaume-Uni/États-Unis)
- 1983 : Mad Max 2 : Le Défi (Mad Max 2, Australie)
  - Réaction en chaîne (The Chain Reaction, Australie)
  - Class 1984 (Class of 1984, Canada)
  - La Maison des spectres (The House Where Evil Dwells, Japon/États-Unis)
  - Les Frénétiques (The Last Horror Film, Royaume-Uni/États-Unis)

### Années 2000
- 2007 : Le Labyrinthe de Pan (El laberinto del fauno)
  - Apocalypto
  - La Cité interdite (滿城盡帶黃金甲, Mǎnchéng Jìndài Huángjīnjiǎ)
  - The Host (괴물, Gwoemul)
  - Lettres d'Iwo Jima (Letters from Iwo Jima) (硫黄島からの手紙 Iô-Jima kara no tegami)
  - Le Maître d'armes (霍元甲, Huò Yuán Jiǎ)
- 2008 : Les Promesses de l'ombre (Eastern Promises, Royaume-Uni/Canada/États-Unis)
  - Day Watch (Дневной дозор, Russie)
  - Les Fantômes de Goya (Goya's Ghosts, Espagne/États-Unis)
  - L'Orphelinat (El Orfanato, Espagne/Mexique)
  - Le Limier (Sleuth, Royaume-Uni)
  - Black Book (Zwartboek, Pays-Bas)
- 2009 : Morse ('Låt den rätte komma in, Suède)
  - Bons Baisers de Bruges (In Bruges, Royaume-Uni)
  - Slumdog Millionaire (Royaume-Uni)
  - Transsibérien (Transsiberian, Royaume-Uni/Allemagne/Espagne/Lituanie)
  - Braquage à l'anglaise (The Bank Job, Royaume-Uni)
  - Le Royaume interdit (功夫之王, Chine/États-Unis)

### Années 2010
- 2010 : District 9 (Afrique du Sud)
  - Thirst, ceci est mon sang (박쥐, Bakjwi, Corée du Sud)
  - Les Trois Royaumes (赤壁, Chi bi, Chine)
  - Le Silence de Lorna (Belgique/France/Italie/Allemagne)
  - Taken (France/Royaume-Uni/États-Unis)
  - L'Imaginarium du docteur Parnassus (The Imaginarium of Doctor Parnassus, France/Canada/Royaume-Uni)
- 2011 : Monsters (Royaume-Uni)
  - Père Noël Origines (Rare Exports : a Christmas Tale, Finlande/France/Norvège/Suède)
  - Centurion Royaume-Uni
  - Mother (마더, Madeo, Corée du Sud)
  - Metropolis (version intégrale restaurée, Allemagne)
  - Millénium (Män som hatar kvinnor, Suède/Danemark)
- 2012 : La piel que habito (Espagne)
  - Attack the Block (Royaume-Uni)
  - Largo Winch 2 (France)
  - Melancholia (Danemark/Suède/France/Allemagne/Italie/Espagne)
  - À bout portant (France)
  - The Troll Hunter (Trolljegeren) (Norvège)
- 2013 : Headhunters (Hodejegerne, Norvège)
  - Anna Karénine (Anna Karenina Royaume-Uni)
  - Poulet aux prunes (France)
  - La Fée (France/Belgique)
  - Far Away : Les Soldats de l'espoir ([My Way), Corée du Sud)
  - Pusher(Royaume-Uni)
- 2014 : Big Bad Wolves •  Israël
  - Blancanieves •  Espagne,  France
  - Hijacking •  Danemark
  - Maintenant c'est ma vie (How I Live Now) •  Royaume-Uni
  - Stoker •  Royaume-Uni
  - Le Dernier Pub avant la fin du monde (The World's End) •  Royaume-Uni
- 2015 : Une merveilleuse histoire du temps
  - Bird People
  - Calvary
  - Snow Therapy
  - L'Écume des jours
  - Les Voies du destin
- 2016 : Turbo Kid -  Canada,  Nouvelle-Zélande
  - Goodnight Mommy (Ich seh Ich seh) -  Autriche
  - Le Vieux qui ne voulait pas fêter son anniversaire (Hundraåringen som klev ut genom fönstret och försvann) -  Suède
  - Le Labyrinthe du silence (Im Labyrinth des Schweigens) -  Allemagne
  - Legend -  Royaume-Uni
  - The Wave (Bølgen) -  Norvège
- 2017 : Mademoiselle -  Corée du Sud
  - Elle -  Allemagne,  France,  Belgique
  - The Mermaid -  Chine,  Hong Kong
  - Refroidis -  Norvège
  - Godzilla Resurgence -  Japon
  - Under the Shadow -  Iran,  Royaume-Uni,  Qatar,  Jordanie
- 2018 : La Légende de Baahubali - 2e partie -  Inde
  - Brimstone -  Pays-Bas
  - The Lodgers -  Irlande
  - The Man Who Invented Christmas -  Irlande,  Canada
  - The Square -  Allemagne,  Suède,  Danemark,  France
  - Wolf Warrior 2 -  Chine
- 2019 : Burning
  - Aniara
  - Border
  - Ghost Stories
  - The Guilty
  - Shadow

### Années 2020
- 2021 : Parasite
  - Jojo Rabbit
  - The Nightingale
  - Official Secrets
  - Sputnik - Espèce inconnue
  - Les Siffleurs

- 2022 : RRR
  - Downton Abbey 2 : Une nouvelle ère
  - Border
  - Eiffel
  - I'm Your Man
  - Riders of Justice
  - Silent Night

- 2024 : Sisu : de l'or et du sang (Finlande)
  - Madeleine Collins (France)
  - The Missing (Philippines)
  - L'Origine du mal (Canada)
  - Ransomed (Corée du Sud)
  - Ne dis rien (Danemark)

- 2025 : Late Night with the Devil
  - Dream Scenario
  - MaXXXine
  - The Substance
  - Thelma
  - The Thicket